# 馬辰
3°20′S 114°35′E / 3.333°S 114.583°E
馬辰（又译班贾尔马辛、班遮馬沁）為印度尼西亞南加里曼丹的首府，座落於加里曼丹島巴里托河及馬塔普拉河交匯的三角洲之上，而這城市的人口約為65萬人，為婆羅洲的第二大城市，僅次於東加里曼丹的沙馬林達。
作為一個深水港，馬辰的貿易相對其他城市發達。這個城市出口外地的貨物有橡膠、木材、胡椒、石油、煤炭、黃金及鑽石等，而當地更有煉油廠等設施，鄰近地區更有伐木場及煤礦等。此外，馬辰也是鄰近地區的造船業中心，尤其是用於沿岸航行的縱帆船就是當地造船業的產物。
城市內的水道交錯，而很多房屋就是在浮在水面的木筏上加建而成。而城市西邊有一個水上市集，人們划船到這個市集進行買賣。
城內的薩比拉木它丁清真寺（Sabilal Muhtadin Mosque）更是當地的地標。而城內亦有大學等設施。

## 歷史
Nan Serunai是位於加里曼丹南部的一個古老國家，但它很快就被佛教的丹戎布拉王國（Tanjungpuri）所吞併。在14世紀時，馬辰被置於滿者伯夷國的控制下。15世紀，伊斯蘭教傳入當地，馬辰人就逐漸成為穆斯林。1606年，荷蘭人在這展開貿易，而英國亦曾經短暫控制此地，到了1787年，荷蘭成為馬辰的保護國。

## 延伸阅读
[在维基数据编辑]
 《明史卷三百二十三》，出自《明史》

### 引用
1. ↑  周定国 (编). . . 北京: 中国对外翻译出版公司. 2007. ISBN 978-7-500-10753-8. OCLC 885528603. OL 23943703M. NLC 003756704 （中文（中国大陆））.

## 外部連結
- 馬辰官方網頁